# Rafael Alberti Merello
Rafael Alberti Merello (El Puerto de Santa María, Cadis, 16 de desembre de 1902 - 28 d'octubre de 1999) fou un poeta espanyol.

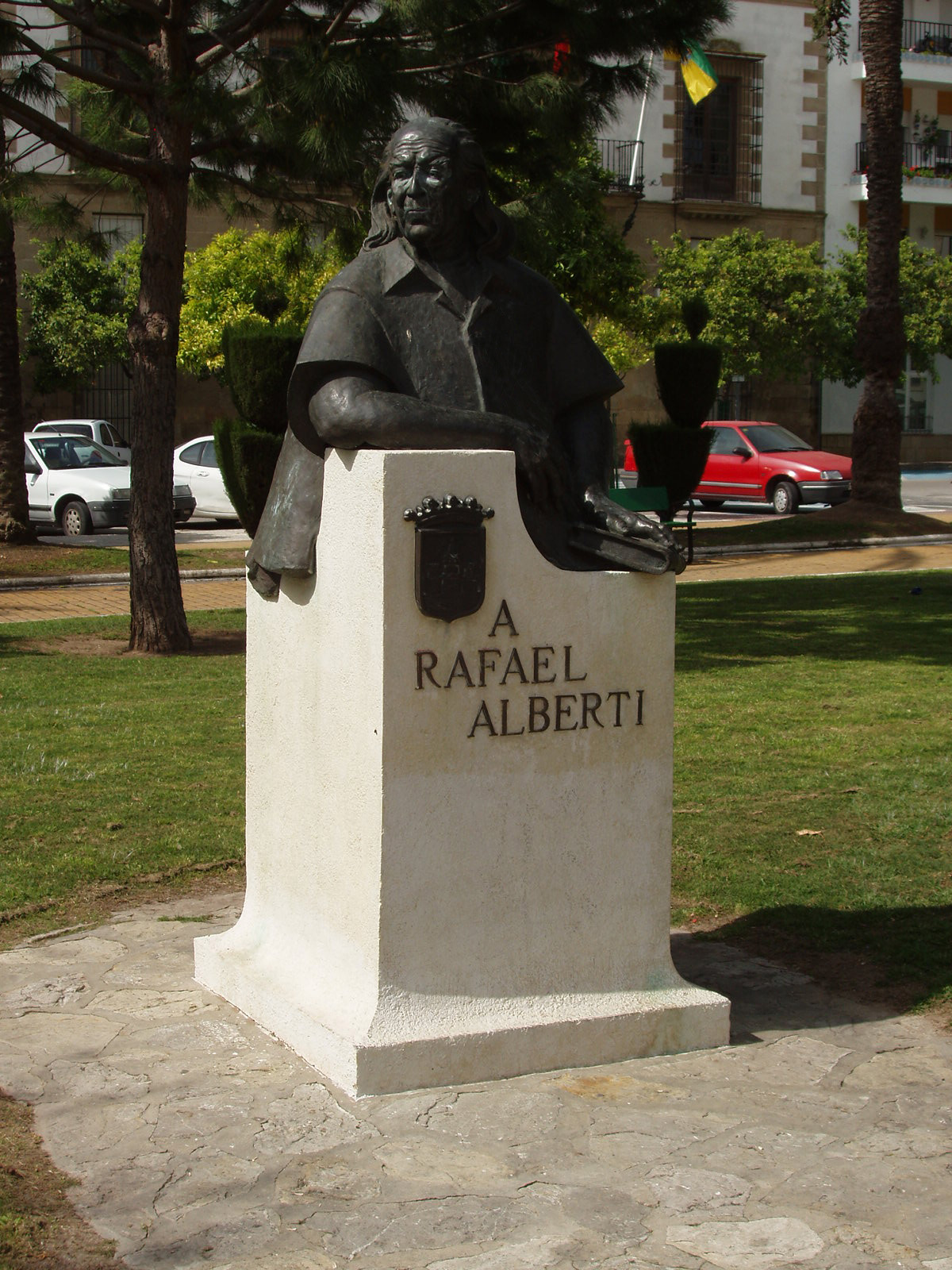
Monument a Rafael Alberti a El Puerto de Santa María

## Biografia
Rafael Alberti va néixer el 1902 a El Puerto de Santa María. El 1917 es trasllada amb la seva família a Madrid, per dedicar-se a copiar pintures al Museu del Prado. Després de la mort del seu pare, va deixar la pintura en un segon pla, i es va dedicar a l'escriptura. A partir d'aquest moment, es relacionaria amb els pares del que s'anomenaria Generació del 27 (Dámaso Alonso, Lorca, Gerardo Diego i Vicente Aleixandre, entre d'altres), el moviment intel·lectual que havia sorgit amb motiu de l'homenatge celebrat a Sevilla el 1927 a Luis de Góngora, en el centenari de la seva mort. Alberti es va presentar al Premi Nacional de Literatura de 1924-1925 i va guanyar, al costat del poeta càntabre Gerardo Diego, amb el llibre Marinero en tierra.
Per aquests anys va fer amistat amb poetes com Juan Ramón Jiménez, Pedro Salinas, Jorge Guillén, Emilio Prados i Manuel Altolaguirre, el compositor gadità Manuel de Falla, i els genis de la pintura i el cinema Salvador Dalí i Luis Buñuel (també mantindria forts vincles amb Pablo Neruda i el francès Louis Aragon). Va intervenir com activista a les protestes estudiantils contra el general Primo de Rivera i el 1929 va publicar una de les seves obres mestres, Sobre los ángeles, de forts tints surrealistes.
Es va casar el 1930 amb l'escriptora María Teresa León, amb la qual va compartir els anys del seu exili per Buenos Aires i Roma (Mª Teresa moriria el 1988), i amb la qual va tenir una filla, Aitana. El 1931 va estrenar la seva primera obra de teatre, El hombre deshabitado i va començar a relacionar-se, a França, amb Picasso i escriptors sud-americans com César Vallejo, Miguel Ángel Asturias i Alejo Carpentier. Becat per la Junta per a l'Ampliació d'Estudis de la Segona República Espanyola, va viatjar el 1932 a la Unió Soviètica i va tractar amb els escriptors soviètics de l'època. L'any següent coneix Pablo Neruda i, segons diu a les seves memòries, comença a convertir-se en "poeta al carrer": en realitat, el poeta mai va separar la seva labor intel·lectual de la seva activitat política, des dels seus primers versos fins al seu retir a El Puerto de Santa María.
Va escriure multitud de poemes satírics i d'agitació, que recitaria en actes polítics, biblioteques obreres i places públiques. El 1933 va assistir a Moscou com a convidat al primer Congrés d'Escriptors Soviètics.
A partir de 1934 inicia una gira per diversos països americans i el 1936, any de la mort de Lorca, intervé a Espanya en la campanya pel Front Popular.
Quan esclatà la guerra civil es trobava a Eivissa en companyia de Maria Teresa León. Havien arribat a final de juny procedents d'Alacant per a passar-hi les vacances. Encara es trobaven a l'illa quan s'hi produí el desembarcament republicà del 8 d'agost. Pocs dies després sortiren de l'illa alliberats pel vaixell comanat pel capità Alberto Bayo.
Durant la guerra es va entrevistar amb Stalin a Moscou i va decidir enrolar-se a l'aviació republicana. En el transcurs del setge a Madrid va participar en l'evacuació de les obres del Museu del Prado, per a evitar la seva destrucció sota el bombardeig de l'artilleria nacional.
El 1942 es va publicar la seva autobiografia, La arboleda perdida, un delicat exercici de prosa poètica.
El 1964 fou guardonat amb el Premi Lenin de la Pau entre els pobles.
El 27 d'abril de 1977 va tornar a Espanya i el juny d'aquest mateix any va ser triat diputat al Congrés pel PCE per la província de Cadis, però poc després, l'octubre d'aquest mateix any, va renunciar a l'escó.
Des de la seva tornada a Espanya va residir a la seva ciutat natal, El Puerto de Santa María. El 1989, la Diputació de Cadis hi va crear la fundació que duu el seu nom, a la qual es va traslladar gran part del seu arxiu i biblioteca personals. Va contreure matrimoni en segones núpcies amb María Asunción Mateo, qui el va acompanyar i representar durant els darrers anys de la seva vida.
El 1983 va rebre el Premi Cervantes i el 1999 la Creu de Sant Jordi de la Generalitat de Catalunya.
L'any 1991, Murtra Edicions va editar el llibre "Bestiario" que conté 13 gravats originals i un poema manuscrit de Rafael Alberti. L'edició és de 86 exemplars amb la signatura original de l'autor.

## Obra
Obra poètica
- Salmo de alegria, al que li posà música el compositor argentí Jacobo Ficher.
- Poesías anteriores a Marinero en tierra (1969)
- Marinero en tierra (1925)
- La amante (1926)
- El alba del alhelí (1927)
- Domecq 1730-1928 (1928)
- Cal y canto (1929)
- Sobre los ángeles (1929)
- Sermones y moradas (1935)
- Yo era un tonto y lo que he visto me ha hecho dos tontos (1935)
- Con los zapatos puestos tengo que morir (Elegía cívica) (1935)
- Consignas (1933)
- Un fantasma recorre Europa (1933)
- Verte y no verte (1935)
- 13 bandas y 48 estrellas (1936)
- Nuestra diaria palabra (1936)
- De un momento a otro (1937)
- El burro explosivo (1938)
- Vida bilingüe de un refugiado español en Francia (1942)
- Entre el clavel y la espada (1941)
- Pleamar (1944)
- A la pintura, poema del color y la línea (1948)
- Signos del día (1961)
- Coplas de Juan Panadero (1949)
- Buenos Aires en tinta china (1951)
- Poemas de Punta del Este (1961)
- Retorno de lo vivo lejano (1952)
- Ora marítima. Baladas y canciones del Paraná (1953)
- Sonríe China (1958)
- La primavera de los pueblos (1961)
- Poemas escénicos. Primera serie (1962)
- Abierto a todas horas (1964)
- Roma, peligro para caminantes (1968)
- Los ocho nombres de Picasso y no digo más de lo que no digo (1970)
- Canciones del alto valle del Aniene y otros versos y prosas (1972)
- Maravillas con variaciones acrósticas en el jardín de Miró (1975)
- Los destacagados (1977)
- Fustigada luz (1980)
- Versos sueltos de cada día (1982)
- Golfo de sombras (1986)
- Los hijos del drago y otros poemas (1986)
- Accidente. Poemas del hospital (1987)
- Cuatro canciones (1987)
- Amor en vilo
- Canciones para Altair (1989)

Obra teatral
- El hombre deshabitado (1931)
- Fermín Galán (1931)
- Bazar de la providencia (1934)
- La farsa de los Reyes Magos, dos farsas revolucionarias (1934)
- Los salvadores de España (1936)
- Radio Sevilla (1938)
- Cantata de los héroes y la fraternidad de los pueblos (1938)
- De un momento a otro (1942)
- El adefesio (1944)
- El trébol florido (1946)
- La Gallarda (1944-1945)
- La lozana andaluza (adaptació de Francisco Delicado, 1962)
- Teatro de agitación política 1933-1939 (1976)
- Noche de guerra en el Museo del Prado (1956)
- Santa Casilda (1990)